# Bernard Forthomme
Bernard Forthomme, né le 15 novembre 1952 à Liège, est un philosophe et théologien franciscain français. Il a enseigné la théologie à Paris, au centre Sèvres jusqu'en 2016.

## Biographie
Bernard Forthomme est docteur en philosophie et lettres, docteur en théologie, diplômé de l’EPHE et  membre du Comité académique de l’École franciscaine de Paris.
Cet auteur a consacré une large partie de ses ouvrages à des réflexions sur l'acédie et la folie, avec son ouvrage central De l'acédie monastique à l'anxio-dépression. Il s'est intéressé de près à l'ordre des frères mineurs, il a ainsi publié des ouvrages sur les figures franciscaines , comme l'ouvrage sur Camilla da Varano, clarisse du XVIe siècle, ou bien sur des thèmes de prédilection franciscains, comme la création, avec le Chant de la création selon François d'Assise. Mais son ouvrage le plus complet est certainement La pensée franciscaine, un seuil de la modernité, ouvrage qui comprend une partie historique de la pensée franciscaine, et une deuxième partie avec la présentation de théologiens franciscains de référence. Il a depuis quitté l'Ordre des Frères Mineurs.
Bernard Forthomme a par ailleurs publié en 2015 un premier roman, Corde noire, qui retrace la vie d'un franciscain du XVIIe siècle et ses pérégrinations à travers l'Europe et l'Afrique.
Il a récemment fait un lien entre l'histoire, la géographie et la psychopathologie : c'est ce qui transparait dans la lecture de sa dernière interview dans la revue PSN (quatrième trimestre 2020) par Quentin Debray et Arnaud Pagnol.

## Ouvrages
- Une philosophie de la transcendance. La métaphysique d’Emmanuel Lévinas. Postface d’Emmanuel Lévinas, Vrin, Paris, 1979 (Prix Duculot de l’Académie Royale de Belgique, 1980).
- L’Être et la Folie, Bibliothèque des Hautes Études, tome 104, Peeters, Paris, 1997
- De l'acédie monastique à l'anxio-dépression, Histoire philosophique de la transformation d’un vice en pathologie, Les Empêcheurs de Penser en rond /Seuil, Paris, 2000
- L’Expérience de la guérison, Les Empêcheurs de Penser en rond /Seuil, Paris, 2002
- La Folie du roi Saül, Les Empêcheurs de Penser en rond /Seuil, Paris, 2002
- Sainte Dympna. De l’inceste royal au placement familial des insensés, L’Harmattan, Paris, 2004
- Par excès d’amour. Les stigmates de François d’Assise, Éditions Franciscaines, Paris, 2004.
- La Jalousie. Élection divine, secret de l’être, force naturelle et passions humaines, Lessius, Bruxelles (diff. Cerf-Sodis), 2005
- Le Chant de la création selon François d'Assise, 48 p., Éditions franciscaines, 2006
- La Conversation et les écoutes difficiles, Paris, Éditions franciscaines, 2007
- Théologie des émotions, structurée par l’expérience théâtrale, Paris, Cerf, 2008
- Prier 15 jours avec l'abbé Pierre (parution le 22 janvier 2008, à l'occasion du premier anniversaire de la mort de l'abbé Pierre), Éditions Nouvelle Cité
- Histoire de mon bonheur malheureux, texte de Camilla da Varano (1491), établi, annoté et introduit par B. Forthomme, Éditions Franciscaines, Paris, 2009.
- Les Aventures de la volonté perverse, Bruxelles, Lessius, 2010, 352 p. (diff. Cerf), 2010
- Camilla da Varano (1458-1524), Naviguer dans la haute mer de Dieu, Paris, Éditions franciscaines, 2010
- Homme, où es-tu ? Abrégé d’anthropologie critique, Éditions Lessius, Bruxelles, 2011.
- Il Canto del corpo ardente. La stigmatizzazione di San Francesco d’Assisi, in prospettiva critica, ed. Messaggero, Padova, 2012.
- Théologie de l'aventure, Cerf, 2013
- La voie libre. Théologie du franc-parler, Éditions Facultés Jésuites de Paris, Paris, 2014.
- Histoire de la théologie franciscaine, de saint François d'Assise à nos jours[5], éditions franciscaines, 2014
- La pensée franciscaine, un seuil de la modernité[6], Paris, Belles Lettres, 2014.
- Une logique de la folie. Reprise de Gilles Deleuze, Editions Orizons, Paris, 2014
- Corde noire[7], Editions Orizons, 2015 (roman)
- Théologie de la folie, Tome I (Saisissement)[8], Orizons, 2015
- Exercices spirituels (Séverin Rubéric)[9], édition critique du texte de 1622, introduite et annotée par B. Forthomme, Honoré Champion, Paris, 2015
- Théologique de la folie, Tome II, 1 (Les Idiorythmes)[10], Editions Orizons, Paris, 2016
- Une soirée d’hiver en compagnie d’Emmanuel Lévinas[11], Editions Orizons, Paris, 2016
- Théologique de la folie, Tome III, 2 (La Guérison de la guérison)[12], Editions Orizons, Paris, 2017.
- Œuvres spirituelles[13],(Paulin d’Aumale, XVIIe s.), édition princeps de l’intégralité de l’unique manuscrit, introduite et annotée par B. Forthomme, Honoré Champion, Paris, 2017
- Histoire de la pensée au Pays de Liège, des origines à nos jours (tome I: IVe – XIe siècles, tome II: XIIe – XVe siècles), Editions Orizons, Paris, 2018[14].
- Histoire de la pensée au Pays de Liège, tome II (XIIe – XVe siècles), Paris, Orizons, 2019, 737 pages[15].
- Histoire de la pensée au Pays de Liège, tome III (XVIe – XVIIIe siècles), Paris, Orizons, 2019, 696 pages[16].
- Histoire de la pensée au Pays de Liège, tome IV (XIXe s.-XXIe s.), Paris, Orizons, 2020, 725 pages
- Les riches heures du Commissaire Schmitz, Paris, Orizons, mars 2022,  (ISBN 979-10-309-0300-3)[17]
- Volée de flèches, Orizons, juin 2022,  (ISBN 979-10-309-0307-2) [18]
- Recueillements aventureux, Orizons, juillet 2022 [19]
- Balzac - La correspondance amoureuse - Editions Orizons,  (ISBN 979-10-309-0332-4) [20]
- La rivière et la vigne - Autobiographiques I[21] - Paris, Editions Orizons, mars 2023, 350 pages
- Archipel des savoirs. Autobiographiques II[22], Paris, Orizons, 2023, 381 pages
- Séismes et citronniers. Autobiographiques III[23], Paris, Orizons, 2023, 474 pages.
- Aventures au Purgatoire et en Enfer. Théologique de la folie — Tome III, 1 Configurations intensives, Paris, Orizons, 1000 pages